# 島田テル
島田テル（しまだ てる、本名：島田彰　1905年11月17日 - 1988年6月19日）は、日系アメリカ人の俳優。1967年の映画『007は二度死ぬ』のスペクターの一員、大里化学の社長役で知られている。

## 来歴
1905年11月17日茨城県水戸市の島田医院の長男として生まれる。
スポーツ万能で水戸中学（現・県立水戸第一高等学校）卒業後は島田医院を継がず、単身太平洋を渡る。船中で米国での生活の為皿洗いや掃除夫として働く。
スタジオの掃除をしていた時にスカウトマンの目にとまり俳優への足掛かりをつかんだ。
1930年代から1970年代にかけて映画やテレビドラマに出演し、『ハワイ5-0』に端役で出演したのを最後に引退した。1988年、カリフォルニア州エンシノで死去し、ロサンゼルスのハリウッド・ヒルズにあるフォレスト・ロウン記念墓地に埋葬された。
第二次世界大戦中、彼はポストン戦争強制収容センターで日系人の強制収容にされた。
初出演作品は1932年の『Night Club Lady 』。1939年の映画『Mr. Moto's Last Warning 』ではミスター・モト役のピーター・ローレと共演した。
1946年の映画『東京ジョー』ではハンフリー・ボガートの敵役を演じた。1966年の20世紀フォックスの映画『バットマン』ではクレジット無しで日本の代表者を演じ、日本を舞台に制作させた『歩け走るな!』ではクラワ（アイコの父）役を演じた。1965年、1960年代に放送されていた連続ドラマ『Voyage to the Bottom of the Sea 』のエピソード『And Five of Us are Left 』に出演した。同年、ペリー・メイスン・シリーズの『The Case of the Baffling Bug 』にドクター・マセオ・タチカワ役でゲスト出演した。
『007は二度死ぬ』のボンドの敵スペクターの一員として大里化学の社長役に抜擢され1966年（昭和41年）8月14日に40年ぶりに帰国し、姉弟の再会を果たし、撮影を行った。撮影に後には茨城に里帰りし念願だった鎌倉の観光も行った。島田の米国の家には日本庭園が造られ鯉も飼われていた。その池の主の鯉の名前は「西郷」と名付けられていた。
彼が演じた大里役は『オースティン・パワーズ』シリーズの『Austin Powers in Goldmember 』で松久信幸によりパロディ化された。